# Grabrovec (Chorwacja)
Grabrovec – wieś w Chorwacji, w żupanii krapińsko-zagorskiej, w mieście Zabok. W 2011 roku liczyła 607 mieszkańców.